# Jewgeni Konstantinowitsch Fjodorow

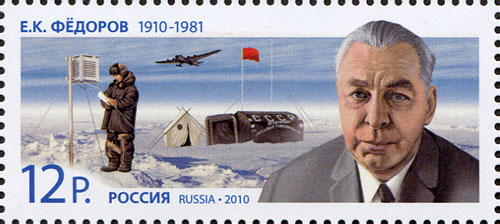
Jewgeni Fjodorow und die Eisdriftstation Nordpol–1 auf einer russischen Briefmarke zum 100. Geburtstag von J. Fjodorow

Jewgeni Konstantinowitsch Fjodorow (* 28. Märzjul. / 10. April 1910greg. in Bender, Gouvernement Bessarabien, Kaiserreich Russland heute Moldawien; † 30. Dezember 1981 in Moskau, Russische Sozialistische Föderative Sowjetrepublik, Sowjetunion) war ein sowjetischer Geophysiker und Polarforscher.

## Leben
Fjodorow schloss seine Studien 1932 an der Staatlichen Universität Leningrad ab. In den Jahren von 1932 bis 1938 war er Forschungsassistent auf mehreren Polarstationen, einschließlich der ersten Eisdriftstation Nordpol-1, die in den Jahren 1937 bis 1938 unter anderem von dem russischen Polarforscher Otto Juljewitsch Schmidt organisiert wurde. Danach war er jahrzehntelang mit Forschungsaufgaben im Sowjetischen Wetterdienst und im Geophysikalischen Institut der Akademie der Wissenschaften der Sowjetunion betraut.
Fjodorow ist der Autor einer großen Zahl von wissenschaftlichen Werken zu den Themen der Geophysik in der Arktis, dem Wasserhaushalt von Wolken, den Außeneinflüssen auf meteorologische Abläufe wie Luftverschmutzung und zum Schluss über Feststellungen mit Satelliten über die Schichten der äußeren Erdatmosphäre.

## Auszeichnungen, Preise und Ehrungen
- 1946 und 1969: Stalinpreis bzw. Staatspreis der Sowjetunion.
- 1955 und 1964: Orden des Roten Banners der Arbeit.
- Held der Sowjetunion.
- Leninorden, insgesamt fünfmal.
- Orden der Oktoberrevolution.
- Orden der Heiligen Kyrill und Methodius der Volksrepublik Bulgarien.

1939 wurde er zum korrespondierenden und 1960 zum Vollmitglied der Akademie der Wissenschaften der UdSSR gewählt. Der Akademik-Fjodorow-Canyon sowie das Forschungsschiff Akademik Fedorov sind nach ihm benannt.

## Veröffentlichungen
- P. Shirshov und E. Fedorov: Scientific Work of the Drifting North Polar Station, in Nature Band 141, Seiten 629–632, 1938.
- E. K. Fjodorow: Die Wechselwirkung zwischen Natur und Gesellschaft (= Taschenbuchreihe unser Weltbild. Nr. 70). Deutscher Verlag der Wissenschaften, Berlin 1974 (118 S.).
- J. Fjodorow: Aus meinen Polartagebüchern. Brockhaus, Leipzig 1986 (russisch: Полярные дневники. Гидрометеоиздат, Ленинград 1979.).